# Renato Acanfora
Renato Acanfora (Scafati, 23 luglio 1957) è un ex calciatore italiano, di ruolo centrocampista. Attualmente è responsabile sanitario dello Scafati Basket e della Nocerina.

## Carriera

### Giocatore
Cresce nelle giovanili dell'Inter, con la quale esordisce il 2 maggio 1976 in Serie A contro il Perugia (1-1). Dopo una prima esperienza in prestito al Lecco, torna in nerazzuro per pochi mesi prima di lasciare definitivamente il club, direzione Monza dove rimane quattro stagioni.
La sua carriera continua sui campi della Serie C, vestendo le maglie di Taranto, Prato, Rende, Pro Italia Galatina e Martina. Finisce quindi in Interregionale con la maglia della Vastese e della Scafatese.
In carriera ha collezionato complessivamente  3 presenze in Serie A e 91 presenze e 8 reti in Serie B.

### Allenatore
Terminata l'avventura con la squadra abruzzese, si accasa al Roccaravindola vestendo il duplice ruolo di giocatore e allenatore, esperienza che verrà bissata poi nel 1995.

### Attività medica
Parallelamente alla carriera agonistica, Acanfora intraprende anche gli studi universitari che lo portano ad una laurea in medicina. Dopo il ritiro dal calcio giocato, diviene responsabile sanitario di diversi club (due tra tutti Salernitana e Avellino), fino a tornare al suo paese natio, occupandosi dello Scafati Basket, carica che tuttora ricopre e dalla stagione 2025-2026 è medico sociale della Nocerina.

## Statistiche

### Presenze e reti nei club
Esordio in A: 2-5-1976 Perugia-Inter 1-1
| Stagione       | Squadra             | Campionato | Campionato | Campionato |
| Stagione       | Squadra             | Comp       | Pres       | Reti       |
| -------------- | ------------------- | ---------- | ---------- | ---------- |
| 1975-1976      | Inter               | A          | 2          | 0          |
| ago. 1976      | Inter               | A          | 0          | 0          |
| 1976-1977      | Lecco               | C          | 23         | 6          |
| ago.-ott. 1977 | Inter               | A          | 1          | 0          |
| 1977-1978      | Monza               | B          | 11         | 1          |
| 1978-1979      | Monza               | B          | 17         | 1          |
| 1979-1980      | Monza               | B          | 33         | 2          |
| 1980-1981      | Monza               | B          | 30         | 4          |
| 1981-1982      | Prato               | C2         | 21         | 2          |
| 1982-1983      | Taranto             | C1         | 29         | 1          |
| ago.-ott. 1983 | Prato               | C1         | 6          | 0          |
| 1983-1984      | Rende               | C1         | 26         | 1          |
| 1984-1985      | Rende               | C2         | 32         | 0          |
| 1985-1986      | Pro Italia Galatina | C2         | 31         | 0          |
| 1986-1987      | Pro Italia Galatina | C2         | 29         | 1          |
| 1987-1988      | Martina             | C2         | 26         | 0          |
| 1988-1989      | Vastese             | Int        | 28         | 0          |
| 1989-1990      | Vastese             | Int        | 21         | 1          |
| 1990-1991      | Scafatese           | Int        | 8          | 0          |
| 1991-1992      | Roccaravindola      | Prom       | 0          | 0          |

## Palmarès

### Giocatore

#### Competizioni nazionali
- Coppa Italia Semiprofessionisti: 1

Lecco: 1976-1977
- Campionato Interregionale: 1

Pro Vasto: 1989-1990

#### Competizioni internazionali
- Coppa Anglo-Italiana: 1

Lecco: 1977